# Jucinara Thais Soares Paz
Jucinara Thais Soares Paz (* 3. August 1993 in Porto Alegre) ist eine brasilianische Fußballspielerin.

## Karriere

### Verein
Jucinara begann als Fünfzehnjährige ihre sportliche Laufbahn in der Jugendförderung des SC Internacional in Porto Alegre. 2012 schloss sie sich der Talentförderung des Centro Olímpico in São Paulo an, mit der sie 2013 die erste brasilianische Meisterschaft gewann. 2016 spielte sie für die Vereinskooperative des Grêmio Osasco Audax und des SC Corinthians und verblieb nach deren Trennung zur Saison 2017 bei letzterem Club. Im August 2017 wechselte sie zu Atlético Madrid in die spanische Primera División Femenina, mit dem sie in ihrer ersten Spielzeit die Meisterschaft gewinnen konnte.
Bereits nach Beendigung der Saison 2017/18 verließ Jucinara Atlético wieder. Ihre nächste Stadion wurde der FC Valencia, wo sie auch nur eine Saison verbrachte. Zur Spielzeit 2019/20 ging die Spielerin dann zu UD Levante. Bei dem Klub konnte sie drei Jahre spielen. Im Juni 2022 kehrte sie in ihre Heimat zurück, wo Jucinara einen Kontrakt beim CR Flamengo in Rio de Janeiro erhielt.

### Nationalmannschaft
2010 gehörte Jucinara der U17-Auswahl Brasiliens beim Titelgewinn der U17-Südamerikameisterschaft im eigenen Land an und spielte noch im selben Jahr bei der U17-Weltmeisterschaft in Trinidad und Tobago. 2012 lief sie auch für die U20-Auswahl auf.
Im Jahr 2017 bestritt Jucinara acht Länderspieleinsätze für die brasilianische Auswahl unter Nationaltrainerin Emily Lima. Zu ihrem Debüt kam sie durch ihre Einwechslung am 9. April 2017 in Manaus beim 6:0-Sieg gegen Bolivien. Erstmals in der Startformation lief sie am 4. Juli 2017 bei der 1:3-Niederlage gegen Deutschland in Sandhausen auf.

## Erfolge
Nationalmannschaft
- U20-Südamerikameisterin: 2012
- U17-Südamerikameisterin: 2010

Centro Olímpico
- Brasilianische Meisterin: 2013

Corinthians/Audax
- Brasilianische Pokalsiegerin: 2016

Atlético Madrid
- Spanische Meisterin: 2018

Flamengo
- Brasil Ladies Cup: 2022
- Staatsmeisterschaft von Rio de Janeiro: 2023, 2024
- Staatspokal von Rio de Janeiro: 2023